# گمینا گرانووو
گمینا گرانووو (به لهستانی:  Gmina Granowo) یک گمینا در لهستان است که در شهرستان گروجیسک ویلکوپولسکی واقع شده‌است. گمینا گرانووو ۶۸٫۴۲ کیلومتر مربع مساحت و ۴٬۹۲۱ نفر جمعیت دارد.